# امرأة تدفع الثمن (فلم)
فيلم مصري درامي مدة الفيلم 110 دقيقة وهو قصة وسيناريو وحوار محمد الباسوسي وإخراج حسن إبراهيم.

## قصة الفيلم
تدور الأحداث حول رجل يستغل ثغرات القانون لضم ابنته لحضانته، بعد استحالة استمرار زواجه، ليبدأ بعد ذلك في تحقيق المكاسب المادية، بينما تتجه زوجته لاحتراف طريق الفن، وتتوالى الأحداث.

## طاقم العمل

### الممثلين
- فريد شوقى
- فاتن فريد
- محمود ياسين
- هشام عبد الحميد
- تحية كاريوكا
- منى السعيد
- دلال الشاطر
- رمسيس
- مانويلا
- فاتن علاء
- نبيلة سالم
- أحمد الباسوسي
- مصطفى الكواوي
- كمال الزيني
- حمدي يوسف
- نوال هاشم
- توفيق الكردي
- عاطف طنطاوي
- ماجدة بركات
- سيد مصطفى
- منى راشد

### صوت
- جميل عزيز.  (مهندس الصوت)
- مجدي كامل.  (مهندس الصوت)
- هيام محمد.    (مساعد صوت)
- عادل بطرس.    (مساعد صوت)
- زكي عيسى.    (مسجل الحوار)
- باهر الحريري. (توزيع موسيقى)

### ماكياج
- رمضان إمام.    (ماكيير)
- سيد محمد.    (ماكيير)
- كمال عبد الحق.    (ماكيير)
- سعد إبراهيم.    (مساعد ماكيير)
- محمد يونس.  (كوافير)

### إخراج
- حسن إبراهيم.    (مخرج)
- ملاك أندراوس.    (مخرج مساعد)
- سيد فضل.     (سكريبت)
- لبيب سواده.    (كلاكيت)

### إنتاج
- أفلام فاتن فريد.    (منتج)
- خليل دياب.      (منتج منفذ)
- حسن مصطفى.     (إدارة إنتاج)

### كاستينج
- أحمد ترك.     (ريجيسير)
- طلعت أحمد.     (مساعد ريجيسير)
- مصطفى شميس.    (ريجيسير)

### الأغاني
- تاليف قطب امان وهي:-

1. بغير عليك
2. حبيه وخديه
3. وشوشني

- محمد زكي الملاح وهي:

1. ياخسارة

### تصوير
- هشام سري.      (مدير التصوير)
- إسماعيل جمال.     (مساعد مصور)

### تأليف
- محمد الباسوسي.     (قصة وسيناريو وحوار)
- حسن شاه.         (قصة)

### مونتاج
- فتحي داود.          (مونتير)
- ليلى السايس.         (نيجاتيف)

### تصاميم
- حسن عفيفي.        (تصميم الإستعراضات)
- مصطفى الطوخي.        (تنفيذ معارك)
- حسن عفيفي.     (تصميم رقصات)

### بقية طاقم العمل
- الشحري.    (المقدمة)
- ناجي ظريف.   (اكسسوارات)
- مصر للتوزيع ودور العرض السينمائي.     (موزع)
- محمد بكر.      (مصور فوتوغرافيا)
- إبراهيم رأفت.       (موسيقى تصويرية)

## وصلات خارجية
- مقالات تستعمل روابط فنية بلا صلة مع ويكي بيانات
- امرأة تدفع الثمن على الدهليز
- امرأة تدفع الثمن على مايا سيما